# East Tisted
East Tisted è un villaggio e parrocchia civile dell'Inghilterra, appartenente alla contea dell'Hampshire.